# أحمد مينديز موريرا
أحمد مينديز موريرا (بالهولندية: Ahmad Mendes Moreira) (27 يونيو 1995 في هولندا - ) هو لاعب كرة قدم هولندي في مركز الهجوم. لعب مع نادي غرونينغن.

## وصلات خارجية
- أحمد مينديز موريرا على موقع قاعدة بيانات كرة القدم.إي يو (الإنجليزية)
- أحمد مينديز موريرا على موقع Soccerway.com (الإنجليزية)